# 1984 en littérature
| Années de la littérature : 1981 - 1982 - 1983 - 1984 - 1985 - 1986 - 1987    |
| Décennies de la littérature : 1950 - 1960 - 1970 - 1980 - 1990 - 2000 - 2010 |

Cet article présente les faits marquants de l'année 1984 en littérature.

## Événements
- 5 mars : assassinat de l'éditeur français Gérard Lebovici.
- 17 mars : la Charte des auteurs et des illustrateurs jeunesse devient une association loi de 1901, dont le premier président élu est l'écrivain pour la jeunesse Christian Grenier.
- Parution du premier fascicule de l'Encyclopédie des Nuisances intitulé Discours préliminaire.
- Le poète, écrivain et auteur-compositeur-interprète canadien francophone Félix Leclerc est fait membre d'honneur de l'Union des écrivains québécois.

## Parutions

### Bande dessinée
Tous les albums de BD sorti en 1984
1. Baru : Quéquette blues (l'intégrale), éd. Dupuis.

### Essais
- Joseph Algazy, La Tentation néo-fasciste en France, 1944-1964, éd. Fayard.
- Dalaï-Lama, Mon pays et mon peuple, éd. Olizane.
- Encyclopédie des Nuisances, Discours préliminaire.
- Pierre Gerbet, La Construction de l'Europe, Imprimerie nationale, 498 p..
- Gérard Lebovici, Tout sur le personnage, Éditions Gérard Lebovici.
- Jean-Marie Pelt : La Vie sociale des plantes, éd. Fayard.

#### Histoire
- Jacques Benoist-Méchin, De la défaite au désastre, Albin Michel, 2 vol. (ISBN 2226021965)
- Gerald Brenan, Le Labyrinthe espagnol, Origines sociales et politiques de la Guerre civile, Éditions Champ libre.
- Bertrand Gille Les mécaniciens grecs. La naissance de la technologie, éd. du Seuil, 1984
- René Hardy,  Derniers mots. Mémoires., éd. Fayard,
- Claude Harmel, Histoire de l'Anarchie. Des origines à 1880, éd. Champ libre.
- Saint-Just, Œuvres complètes, Éditions Gérard Lebovici.

#### Littérature
- Alain Borer : Rimbaud en Abyssinie, Le Seuil, coll. « Fiction & Cie », Paris, 1984  (ISBN 978-2-02-006991-5).

### Nouvelles
- Alain Spiess (1940-2008) : Opéra d'ombres (premier recueil), éd. Flammarion.

### Poésie
- Matilde Camus, poète espagnole publie Raíz del recuerdo ("Racine du souvenir").
- Jacques Prévert, La Cinquième Saison, recueil posthume préparé par Arnaud Laster et Danièle Gasiglia-Laster, avec le concours de Janine Prévert.
- Philippe Jaccottet, La Semaison, Carnets 1954-1967, Gallimard.
- Richard Taillefer, Au rond-point des falaises, Cahiers Froissart (Prix Froissart).

### Maximes
- Félix Leclerc, Rêves à vendre, Nouvelles Éditions de l'Arc, Montréal.

### Publications
- Évelyne Reberg (avec Michel Guiré-Vaka) : Un Diable au garage Grog.
- Michel Séonnet (avec Michel Guiré-Vaka) : Allez, papa, tu joues avec moi !.

### Romans
Tous les romans parus en 1984
- Jean-Louis Curtis, Le Mauvais Choix, éd. Flammarion.
- Tahar Djaout, Les Chercheurs d'os.
- Marguerite Duras, L'Amant.
- Patrick Grainville, La Caverne céleste, éd. du Seuil.
- Jean Hamila, Langes radieux, éd. Gallimard, coll. Carré noir, mars.
- Joseph Joffo, La Jeune fille au pair, éd. Jean-Claude Lattès.
- Sony Labou Tansi, Je soussigné cardiaque.
- Haruki Murakami, 1Q84. Thriller fantastique.
- Ken Bugul, Le Baobab fou.

Voir aussi : 1984 de George Orwell.

#### Science fiction
- Pierre Barbet : Carthage sera détruite, Les Colons d'Eridan, Cités biotiques

## Naissance
- 22 juin : Robert Jackson Bennett, écrivain américain de romans policiers, de science-fiction et d'horreur.
- ? Marie de Quatrebarbes, poétesse française.
- ? Erold Saint-Louis, écrivain haïtien.
- Rebekka Endler, autrice allemande.

## Décès
- 5 mars : Gérard Lebovici, producteur de cinéma, impresario, mécène et éditeur français (° 25 août 1932).
- 20 mars : Kerime Nadir, romancière turque (° 5 février 1917).
- 25 août : Truman Capote, écrivain américain (° 30 septembre 1924).
- 24 septembre : Pierre Emmanuel, poète français (° 3 mai 1916).
- 19 octobre : Henri Michaux, écrivain, poète et peintre d'origine belge naturalisé français (° 24 mai 1899).
- 20 octobre : Vadim Kojevnikov, écrivain soviétique (° 22 avril 1909).
- 13 décembre : Vicente Aleixandre, poète espagnol, Prix Nobel de littérature (° 26 avril 1898).